# Teatro comunale (Capannoli)
Il Teatro comunale di Capannoli è un teatro situato a Capannoli, in provincia di Pisa.

## Storia
Il teatrino, costituito da una sala rettangolare con galleria sorretta da colonnine in ghisa e un piccolo palcoscenico, sorge all'interno di un edificio realizzato alla fine dell'Ottocento dalla locale Società di Mutuo Soccorso nella piazza centrale del paese.
Dopo che nel 1921 la Società di Mutuo Soccorso fu trasformata in Fascio di Combattimento, il teatrino fu utilizzato per rappresentazioni teatrali e pubbliche adunanze fino al 1944 quando cessò l'attività a causa dei danni riportati dalla guerra.
Passato in proprietà del Comune, l'immobile è stato recuperato alle sue funzioni attraverso un intervento di restauro attuato tra il 1988 e il 1990, nell'ambito di un progetto regionale FIOP. Questi lavori hanno portato, fra l'altro al recupero delle caratteristiche generali, ad un nuovo foyer e alla sistemazione della biglietteria e dei servizi.
Il teatro è stato gestito direttamente dal Comune fino al 2016, ed in particolare nel 1995 è stata attivata una convenzione con l'associazione Teatrino dei Fondi di San Domenico per realizzare la rassegna Ragazzi tutti a teatro. Nel 2013 il Comune, attraverso una convenzione, affida alla compagnia Telluris Associati la gestione delle attività teatrali e tale convenzione dura fino al 2015. Nel 2016 il Comune decide di adoperarsi per un ulteriore restauro  che è stato realizzato nel corso nell'anno 2016-17. Contemporaneamente decide di emanare un nuovo bando di gara per la gestione del teatro. Nell'aprile 2017 La Compagnia del Bosco si aggiudica il bando di gara per la gestione del teatro con la Direzione Artistica di Andrea Lupi.